# Agnesis häxa

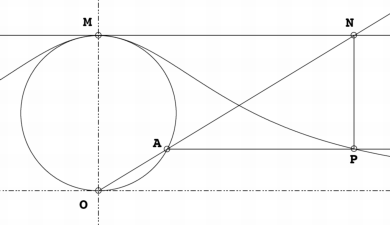
Konstruktion av Agnesis häxa med utsatta punkter.

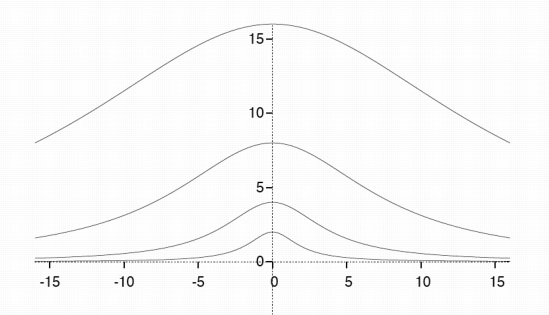
Agnesis häxa för a = 1, 2, 4 och 8.

Agnesis häxa är en kurva som uppkommer ur en algebraisk ekvation. Kurvan är uppkallad efter Maria Gaetana Agnesi, en italiensk matematiker från 1700-talet. Att kurvan kallas "häxa" kommer av en felöversättning.
Kurvan uppkommer på följande vis: Dra en linje L från origo till en godtycklig punkt A på cirkeln med radien a med mittpunkt (0, a). Låt N vara skärningspunkten mellan linjen L och linjen y = 2a. Drag sedan en vertikal linje från N så att den skär en horisontell linje genom A. Den då uppkomna skärningspunkten ligger på kurvan Agnesis häxa.
Kurvan kan skrivas som:
{\displaystyle y={\frac {8a^{3}}{x^{2}+4a^{2}}}\,.}
och kan även framställas parametriskt som:
{\displaystyle (x(t),y(t))=(2a\tan t,2a\cos t\cos t)\,.}

### Fotnoter
1. ↑  Oprea, John. Differential Geometry. Prentice Hall. sid. 12